# Jiříkov (Děčín)
Jiříkov es una localidad del distrito de Děčín en la región de Ústí nad Labem, República Checa. 
Se encuentra ubicada al noreste de la región, en la ladera sur de los montes Metálicos, cerca del río Elba, de la región de Liberec y del estado alemán de Sajonia.

## Demografía
En el censo del año 2001, Jiříkov contaba con una población de 3.920 habitantes. Para el siguiente censo, en 2011, la población descendió a 3.795 personas.
En el último censo, del año 2021, la localidad contaba con 3.460 habitantes, de los cuales 1.719 eran hombres y 1.741 eran mujeres.